# 佛蒙特 (印第安納州)
佛蒙特（英語：Vermont）是位於美國印第安納州霍華德縣的一個非建制地區。該地的面積和人口皆未知。